# Gerd R. Ueberschär
Gerd Rolf Ueberschär (né le 18 août 1943 à Offenbach-sur-le-Main) est un historien militaire allemand. Il est surtout connu pour son travail sur l'époque du national-socialisme et de la Seconde Guerre mondiale.

## Biographie
Gerd R. Ueberschär étudie l'histoire, les sciences politiques et la géographie à l'Université de Francfort. Après l'examen d'État, il travaille comme assistant de recherche au séminaire d'histoire de l'Université de Francfort, d'abord avec Paul Kluke (de) et après sa retraite avec Klaus Hildebrand. En 1976, il obtient son doctorat avec la thèse Hitler und Finnland 1939–1941. Die deutsch-finnischen Beziehungen während des Hitler-Stalin-Paktes. Pour sa thèse, il évalue le journal du général de la Wehrmacht Waldemar Erfurth (1879-1971).
Il travaille ensuite comme assistant de recherche au Bureau de recherche historique militaire de Fribourg et, à partir de 1986, maître de conférences à l'université de Fribourg. De 1996 à 2005, il travaille comme historien et archiviste aux Archives fédérales-Archives militaires à Fribourg.
Son livre Stauffenberg. Der 20. Juli 1944 est créé en tant que livret scientifique pour le film ARD Stauffenberg de Jo Baier.
Gerd R. Ueberschär est marié à Ute Ueberschär-von Livonius et vit dans le quartier fribourgeois de Sankt Georgen (de).

## Travaux
- Hitler und Finnland 1939–1941. Die deutsch-finnischen Beziehungen während des Hitler-Stalin-Paktes. Dissertation. Universität Frankfurt. Steiner, Wiesbaden 1978  (ISBN 3-515-02806-4).
- mit Wolfram Wette: Bomben und Legenden. Rombach, Freiburg i. Br. 1981  (ISBN 3-7930-0292-6).
- mit Rolf-Dieter Müller und Wolfram Wette: Wer zurückweicht wird erschossen! Dreisam, Freiburg i. Br. 1985  (ISBN 3-89125-219-6).
- mit Thomas Schnabel: Endlich Frieden! Das Kriegsende in Freiburg 1945. Schillinger, Freiburg i. Br. 1985  (ISBN 3-89155-009-X).
- mit Rolf-Dieter Müller: Deutschland am Abgrund. Verlag des Südkurier, Konstanz 1986  (ISBN 3-87799-073-8).
- Freiburg im Luftkrieg. Mit einer Photodokumentation zur Zerstörung der Altstadt am 27. November 1944 von Hans Schadek. Ploetz, Freiburg i. Br. 1990  (ISBN 3-87640-332-4).
- Generaloberst Franz Halder. Muster-Schmidt, Göttingen 1991  (ISBN 3-7881-0138-5).
- mit Rolf-Dieter Müller: Kriegsende 1945. Fischer, Frankfurt am Main 1994  (ISBN 3-596-10837-3).

Italienische Ausgabe: La fine del Terzo Reich. Mulino, Bologna 1995  (ISBN 88-15-04853-7).
- mit Rolf-Dieter Müller: Hitlers Krieg im Osten 1941–1945. Wissenschaftliche Buchgesellschaft, Darmstadt 2000  (ISBN 3-534-14768-5).

Englische Ausgabe: Hitler’s war in the East 1941–1945. Aus dem Deutschen von Bruce D. Little. Berghahn Books, New York, Oxford 2002  (ISBN 1-57181-293-8).
- mit Winfried Vogel (de): Dienen und Verdienen. Hitlers Geschenke an seine Eliten. Fischer, Frankfurt am Main 1999  (ISBN 3-10-086002-0).
- Stauffenberg. Der 20. Juli 1944. Fischer, Frankfurt am Main 2004  (ISBN 3-10-086003-9).
- mit Rolf-Dieter Müller: 1945. Das Ende des Krieges. Primus, Darmstadt 2005  (ISBN 3-89678-266-5).
- Für ein anderes Deutschland. Der deutsche Widerstand gegen den NS-Staat 1933–1945. Fischer, Frankfurt am Main 2006  (ISBN 3-596-13934-1).
- mit Wolfgang Lotz: Reichspost und Unternehmen „Gomorrha“. Kriegsalltag und Postbetrieb nach den alliierten Luftangriffen auf Hamburg im Juli und August 1943. Lotz, Dieburg 2008.

en tant qu'éditeur
- mit Wolfram Wette: „Unternehmen Barbarossa.“ Der deutsche Überfall auf die Sowjetunion 1941. Schöningh, Paderborn 1984  (ISBN 3-506-77468-9). Neuausgabe: Fischer, Frankfurt am Main 1991  (ISBN 3-596-24437-4).
- Der 20. Juli 1944. Bund, Köln 1994  (ISBN 3-7663-2370-9).
- Das Nationalkomitee „Freies Deutschland“ und der Bund Deutscher Offiziere. Fischer, Frankfurt am Main 1995  (ISBN 3-596-12633-9).
- Der deutsche Angriff auf die Sowjetunion 1941. Primus, Darmstadt 1998  (ISBN 3-89678-084-0).
- Der 20. Juli. Elefanten-Press, Berlin 1998  (ISBN 3-88520-715-X).
- Hitlers militärische Elite. Primus, Darmstadt 1998.
  - Band 1: Von den Anfängen des Regimes bis Kriegsbeginn.  (ISBN 3-89678-083-2).
  - Band 2: Vom Kriegsbeginn bis zum Weltkriegsende.  (ISBN 3-89678-089-1).
  - Neuauflage: Zwei Bände in einem Band. 2011  (ISBN 978-3-89678-727-9).
- mit Lev A. Bezymenskij (de): Der deutsche Angriff auf die Sowjetunion 1941. Die Kontroverse um die Präventivkriegsthese. Primus, Darmstadt 1998. Neuausgabe 2011  (ISBN 978-3-89678-776-7).
- Der Nationalsozialismus vor Gericht. Die alliierten Prozesse gegen Kriegsverbrecher und Soldaten 1943–1952. Fischer, Frankfurt am Main 1999  (ISBN 3-596-13589-3).
- NS-Verbrechen und der militärische Widerstand gegen Hitler. Primus, Darmstadt 2000  (ISBN 3-89678-169-3).
- Der deutsche Widerstand gegen Hitler. Wissenschaftliche Buchgesellschaft, Darmstadt 2002  (ISBN 3-534-13146-0).
- Orte des Grauens. Primus, Darmstadt 2003  (ISBN 3-89678-232-0)
- Handbuch zum Widerstand gegen Nationalsozialismus und Faschismus in Europa 1933/39 bis 1945. de Gruyter, Berlin, New York 2011  (ISBN 978-3-598-11767-1).